# Мой парень — псих
«Мой парень — псих» (англ. Silver Linings Playbook) — комедийная драма режиссёра и сценариста Дэвида О. Расселла, экранизация трагикомического романа Мэтью Квика. Премьера фильма состоялась на кинофестивале в Торонто 8 сентября 2012 года. В США фильм вышел в широкий прокат 21 ноября 2012 года. Премьерный показ в России состоялся 19 ноября 2012 года в кинотеатре «Октябрь». В российский прокат комедия вышла 22 ноября 2012 года.
Картина была крайне тепло принята мировыми кинокритиками и удостоилась восьми номинаций на премию «Оскар», включая за лучший фильм. Перевоплощения всех ключевых актёров (Брэдли Купера, Дженнифер Лоуренс, Роберта Де Ниро и Джеки Уивер) также были отмечены номинациями, тем самым сделав ленту первой (с 1981 года), выдвинутой во всех актёрских категориях. Премию «Оскар» за лучшую женскую роль получила Дженнифер Лоуренс. Фильм также был отмечен другими наградами и номинациями.

## Сюжет
Проведя 8,5 месяцев в психиатрической больнице, бывший учитель Пэт Солитано (Брэдли Купер) возвращается к своим родителям и пытается помириться с женой, к которой ему запрещено приближаться на основании решения суда. Психотерапевт д-р Пате́л ругает Пэта за отказ от таблеток, которые могут предотвратить агрессивное поведение; новые приступы могут вернуть его обратно в клинику. Пэт объясняет свой новый подход к жизни — видеть только хорошее, т.н. серебрянные подкладки, во всём, что с ним происходит. Однако его приступы паники повторяются. 
На ужине у друзей Пэт встречает Тиффани (Дженнифер Лоуренс), у которой недавно погиб муж и которая тоже проходила психиатрическое лечение. В тот же вечер Тиффани предлагает Пэту заняться сексом, но он возмущённо отказывается, уверяя Тиффани в беззаветной верности бывшей жене Никки. Тиффани несколько раз сталкивается с Пэтом и предлагает ему помочь передать письмо Никки (поскольку сестра Тиффани с ней дружит), в обмен на это Пэт должен будет выступить с Тиффани в танцевальном соревновании. Пэт начинает репетировать. Тиффани забирает у него письмо и через несколько дней приносит ответ. Отец Пэта (Роберт Де Ниро) заключает со старым знакомым пари, ставя на кон все накопления семьи Солитано. Для выигрыша, во-первых, любимая футбольная команда Пэта «Филадельфия Иглз» должна победить своих соперников, а, во-вторых, Пэт и Тиффани должны получить хотя бы 5 (из 10) баллов в танцевальном конкурсе. Накануне соревнования Пэт понимает, что Тиффани сама, вместо Никки, написала ему письмо, а также то, что бывшая жена ему неинтересна. На танцевальный конкурс приходит Никки. Пара Тиффани и Пэта получает ровно 5,0 баллов, после чего Пэт уходит к Никки и долго рассказывает ей что-то на ухо. Тиффани расстраивается и уходит, однако Пэт догоняет её и признаётся в любви.

## В ролях
- Брэдли Купер — Пэт Солитано[7]
- Дженнифер Лоуренс — Тиффани Максвелл[7]
- Роберт Де Ниро — Пэт Солитано-ст.
- Джеки Уивер — Долорес Солитано[8]
- Анупам Кхер — доктор Пате́л
- Крис Такер — Дэнни
- Шей Уигем — Джейк Солитано
- Джон Ортис — Ронни
- Джулия Стайлз — Вероника[9]
- Бреа Би — Никки
- Пол Херман — Рэнди
- Дэш Майхок — офицер Кео
- Мэттью Рассел — Рики Д’Анджело

## Название
Оригинальное название романа и фильма — «План серебряных подкладок» — основано на выражении «у каждого облака есть серебряная подкладка» (англ. «silver lining») — то есть в любой негативной ситуации есть положительная сторона, как у грозовой тучи есть светлый контур (ср. «нет худа без добра»). Выражение впервые встречается в пьесе «Комос» английского поэта Джона Милтона. В названии также обыгрывается «план игры»
(англ. «play») — схема со стратегией игры в американский футбол, обычно размещённая в сборнике планов (англ. «playbook»); на постере к фильму изображён один из таких планов действий игроков. 
Русское издание романа называется «Серебристый луч надежды».

## Съёмки
Изначально Дэвид Рассел планировал снять фильм с Винсом Воном и Зоуи Дешанель, но проект был отложен из-за занятости режиссёра в фильме «Боец». Главную роль также мог получить Марк Уолберг.
Энн Хэтэуэй была назначена на роль Тиффани Максвелл, но из-за конфликта в графике со съёмками фильма «Тёмный рыцарь: Возрождение легенды» ей пришлось покинуть проект.
Съёмки начались в октябре 2011 года и проходили в городе Филадельфия, Пенсильвания, и его пригородах.

## Критика
Премьера фильма состоялась на Кинофестивале в Торонто в сентябре 2012 года и была высоко оценена критиками. На сайте Rotten Tomatoes на основе 265 обзоров фильм получил рейтинг 92 % со средним баллом 8,2 из 10.
Дэвид Руни из The Hollywood Reporter сказал, что «взаимная симпатия между Купером и Лоуренс доставляет огромное удовольствие при просмотре», как и «чёткая и слаженная работа актёров даже в небольших ролях». Руни также похвалил фильм за «оживляющую беспорядочность» и «нервную энергию», запечатлённую оператором и сохранённую при монтаже. Ричард Корлисс из журнала Time также похвалил игру главных героев, но особенно Лоуренс, заявив, что «их игра достойна того, чтобы прийти [на сеанс]; её игра заставляет остаться [до конца]». Джастин Чанг из Variety написал: «Никогда не упускающий ситуации, которые обычно сложно назвать комичными, Дэвид Рассел смело взялся за тему психических заболеваний, семейных неудач и исцеляющей силы американского футбола - и результат получился неожидано остроумным и доставляющим искреннее удовольствие». Эрик Кон из Indiewire поставил фильму оценку «А-», высоко оценив игру Купера и Лоуренс, а также режиссуру Рассела, заявив, что «поставив роман Мэтью Квика в качестве солирующего сценариста и режиссёра, Рассел собрал небольшой и живой актёрский состав и получил неожиданно очаровательную романтическую комедию, которая часто вальсирует — в какой-то момент, в буквальном смысле — между цинизмом, горечью и приторно-сладким вкусом,и в основном успешно».

## Награды и номинации
- 2012 — главный приз 37-го кинофестиваля в Торонто[21]
- 2012 — три Голливудских кинопремии: лучшая мужская роль (Брэдли Купер), лучшая мужская роль второго плана (Роберт Де Ниро), лучшая режиссёрская работа (Дэвид О. Расселл).
- 2012 — четыре премии «Независимый дух»: лучший фильм, лучшая режиссёрская работа (Дэвид О. Расселл), лучший сценарий (Дэвид О. Расселл), лучшая женская роль (Дженнифер Лоуренс), а также номинация за лучшую мужскую роль (Брэдли Купер).
- 2012 — пять премий «Спутник»: лучший фильм, лучшая режиссёрская работа (Дэвид О. Расселл), лучшая мужская роль (Брэдли Купер), лучшая женская роль (Дженнифер Лоуренс), лучший монтаж (Джей Кэссиди), а также номинации в категориях «лучшая мужская роль второго плана» (Роберт Де Ниро) и «лучший адаптированный сценарий» (Дэвид О. Расселл).
- 2012 — две премии Национального совета кинокритиков США: лучшая мужская роль (Брэдли Купер), лучший адаптированный сценарий (Дэвид О. Расселл), а также включение Американским институтом киноискусства в список десяти лучших фильмов года[22].
- 2013 — премия «Золотой глобус» за лучшую женскую роль в комедии (Дженнифер Лоуренс) и три номинации: лучший комедийный фильм, лучшая мужская роль в комедии (Брэдли Купер), лучший сценарий (Дэвид О. Расселл)[23]
- 2013 — премия «Оскар» за лучшую женскую роль (Дженнифер Лоуренс) и семь номинаций: лучший фильм, лучшая режиссёрская работа (Дэвид О. Расселл), лучшая мужская роль (Брэдли Купер), лучшая мужская роль второго плана (Роберт Де Ниро), лучшая женская роль второго плана (Джеки Уивер), лучший адаптированный сценарий (Дэвид О. Расселл), лучший монтаж[24].
- 2013 — премия BAFTA за лучший адаптированный сценарий (Дэвид О. Расселл) и две номинации: лучший актёр (Брэдли Купер), лучшая актриса (Дженнифер Лоуренс).
- 2013 — премия Гильдии киноактёров США за лучшую женскую роль (Дженнифер Лоуренс) и три номинации: лучшая мужская роль (Брэдли Купер), лучшая мужская роль второго плана (Роберт Де Ниро), лучший актёрский ансамбль.
- 2013 — номинация на премию Гильдии сценаристов США за лучший адаптированный сценарий (Дэвид О. Расселл).
- 2013 — премия MTV Movie Awards 2013: лучшая мужская роль (Брэдли Купер), лучшая женская роль (Дженнифер Лоуренс), лучший поцелуй (Дженнифер Лоуренс и Брэдли Купер) и номинации: фильм года, лучший экранный дуэт (Дженнифер Лоуренс и Брэдли Купер), лучший музыкальный момент (Дженнифер Лоуренс и Брэдли Купер).